# تشارلز د. لويس
تشارلز د. لويس (بالفرنسية: Charles D. Lewis)‏ هو مهندس ومنتج أسطوانات فرنسي، ولد في 1957.

## وصلات خارجية
- تشارلز دي. لويس على موقع IMDb (الإنجليزية)
- تشارلز دي. لويس على موقع ميوزك برينز (الإنجليزية)
- تشارلز دي. لويس على موقع ديسكوغز (الإنجليزية)